# Fuori dai guai
Fuori dai guai è un singolo del cantautore italiano Gianluca Grignani, il quinto estratto dall'undicesimo album in studio A volte esagero e pubblicato l'8 maggio 2015.

## La canzone
Si tratta di una nuova versione del brano omonimo realizzata con la partecipazione vocale del rapper italiano Emis Killa e inclusa nella riedizione di A volte esagero pubblicata nel 2015.